# Harald (książę Danii)

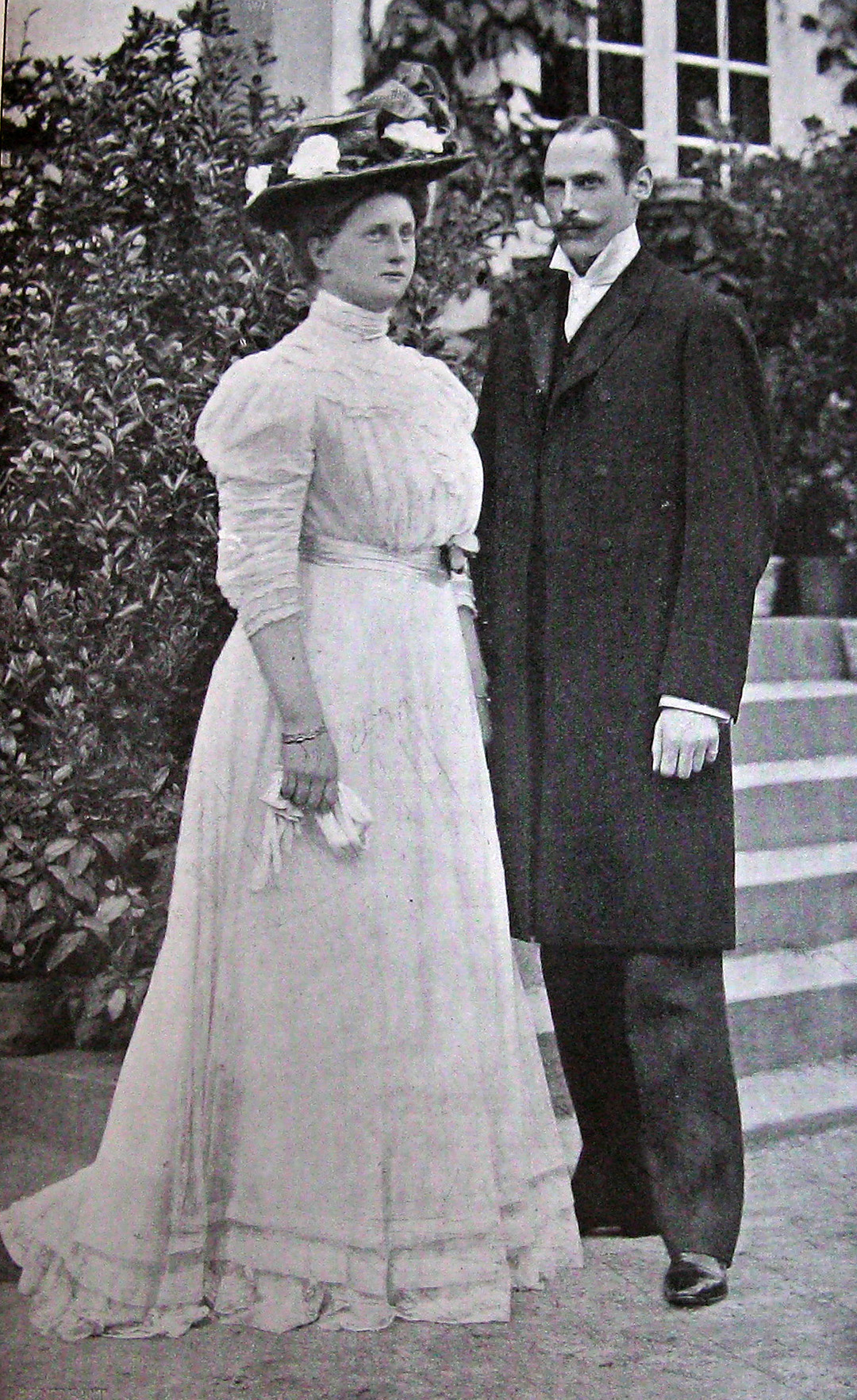
Harald (książę Danii)

Harald, książę Danii, właśc., duń. Harald Christian Frederik (ur. 8 października 1876, Charlottenlund  – zm. 30 marca 1949, Kopenhaga) – duński książę, czwarte dziecko króla Danii, Fryderyka VIII (1843–1912) i królowej Lovisy (1851–1926).
W dniu 29 kwietnia 1909 w Glücksburgu, poślubił księżną Helenę Schleswig-Holstein-Sonderburg-Glücksburg, z którą miał pięcioro dzieci:
- Feodora Louise Caroline Mathilde Viktoria Alexandra Frederikke Johanne (1910–1975), poślubiła kuzyna, księcia Christiana Schaumburg-Lippe;
- Caroline-Mathilde Louise Dagmar Christiane Maud Augusta Ingeborg Thyra Adelheid (1912–1995), poślubiła kuzyna, księcia Knuta (1900–1976);
- Alexandrine-Louise Caroline-Mathilde Dagmar (1914–1962), poślubiła hrabiego Luitpolda Castell-Castell;
- Gorm Christian Frederik Hans Harald (1919–1991);
- Oluf Christian Carl Axel (1923–1990), poślubił Dorrit Puggard-Müller (rozwód 1977). Jego drugą żoną była Lis Wulff-Juergensen.